# Rocky Fork Point (Ohio)
Rocky Fork Point é um lugar designado pelo censo localizado no condado de Highland no estado estadounidense de Ohio. No Censo de 2010 tinha uma população de 639 habitantes e uma densidade populacional de 201,57 pessoas por km².

## Geografia
Rocky Fork Point encontra-se localizado nas coordenadas 39° 11′ 20″ N, 83° 29′ 16″ O. Segundo o Departamento do Censo dos Estados Unidos, Rocky Fork Point tem uma superfície total de 3.17 km², da qual 1.84 km² correspondem a terra firme e (41.83%) 1.33 km² é água.

## Demografia
Segundo o censo de 2010, tinha 639 pessoas residindo em Rocky Fork Point. A densidade populacional era de 201,57 hab./km². Dos 639 habitantes, Rocky Fork Point estava composto pelo 98.9% brancos, 0.31% eram afroamericanos, 0% eram amerindios, 0.47% eram asiáticos, 0% eram insulares do Pacífico, 0% eram de outras raças e 0.31% pertenciam a duas ou mais raças. Do total da população 1.56% eram hispanos ou latinos de qualquer raça.